# Lisa-Marie Allen
Lisa-Marie Allen (* 16. September 1960 in Glendale, Kalifornien) ist eine ehemalige US-amerikanische Eiskunstläuferin.
Allen trat im Einzellauf an. In den Jahren 1978 bis 1980 wurde sie US-amerikanische Vizemeisterin und erreichte 1981 den dritten Platz. In den gleichen Jahren nahm sie auch an Eiskunstlauf-Weltmeisterschaften teil. 1978 und 1980 belegte sie den siebten Platz, 1979 landete sie auf Rang sechs. 1980 nahm Allen ebenfalls an den Olympischen Winterspielen in Lake Placid teil. Den Wettbewerb beendete sie auf dem fünften Platz.
Nach den Winterspielen wechselte Allen ins Profilager und konnte die Profi-WM 1990 gewinnen. Zusätzlich arbeitete sie als Choreografin und war als solche auch am Film Die Eisprinzen beteiligt. Des Weiteren war sie bei der Planung der Eröffnungs- und Abschlussfeier der Olympischen Winterspiele 2002 in Salt Lake City aktiv eingebunden.